# Любимівка (Полтавський район)
Люби́мівка — село в Україні, у Михайлівській сільській громаді Полтавського району Полтавської області. Населення становить 156 осіб. Орган місцевого самоврядування — Михайлівська сільська рада.
Після ліквідації Машівського району 19 липня 2020 року село увійшло до Полтавського району.

## Географія
Село Любимівка знаходиться на берегах річки Мокра Лип'янка, вище за течією на відстані 1,5 км розташоване село Жирківка, нижче за течією на відстані 2,5 км розташоване село Коновалівка. До села примикає великий масив нафтових свердловин.

## Населення

### Мова
Розподіл населення за рідною мовою за даними перепису 2001 року:
| Мова            | Кількість | Відсоток |
| --------------- | --------- | -------- |
| українська      | 237       | 95.56%   |
| російська       | 5         | 2.02%    |
| білоруська      | 3         | 1.21%    |
| румунська       | 2         | 0.81%    |
| інші/не вказали | 1         | 0.40%    |
| Усього          | 248       | 100%     |

## Відомі люди
В Любимівці народився учасник Великої Вітчизняної війни, Герой Радянського Союзу Тікунов Григорій Якович (1916—1972). А також видатна українська поетиса Бойко Люба.